# غيلبرتو تيودورو سينيور
غيلبرتو تيودورو سينيور هو اقتصادي فلبيني، ولد في 7 مايو 1927، وتوفي في 22 فبراير 2008.